# 再度山ドライブウェイ
再度山ドライブウェイ（ふたたびさんドライブウェイ）は、兵庫県神戸市中央区山本通から、中央区神戸港地方、北区山田町下谷上を通り、同市北区山田町小部の五辻交差点までを結ぶ道路で、神戸市道神戸箕谷線の通称である。

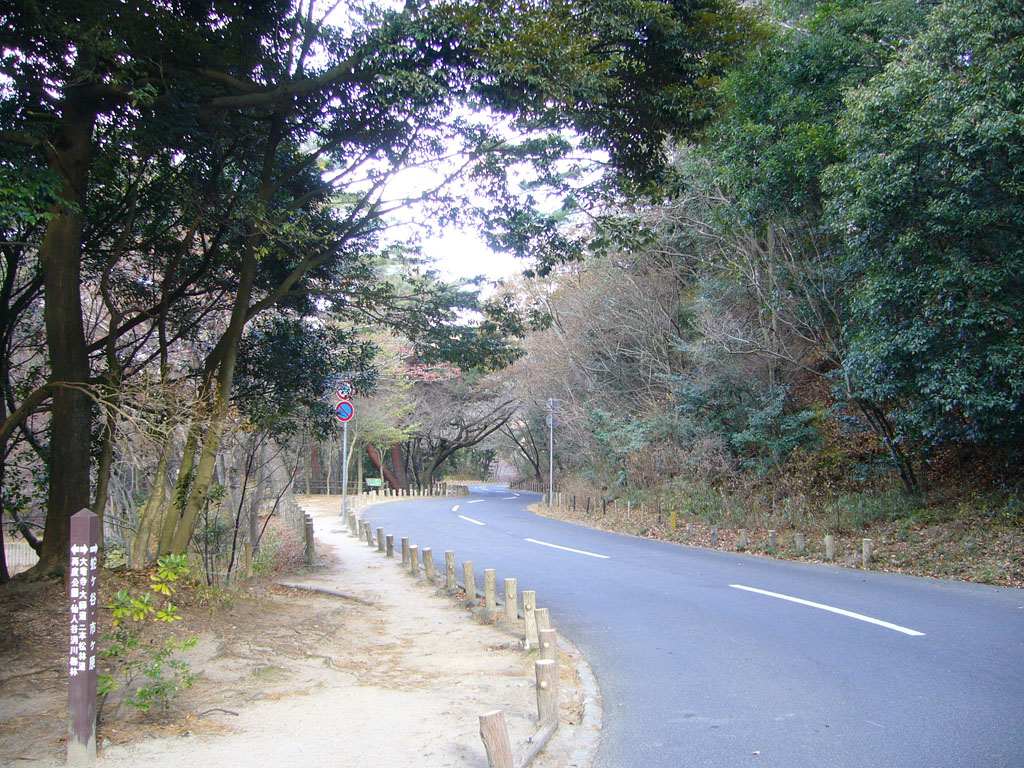
再度山ドライブウェイ、再度公園前（冬季）

## 概要
全長は8.2km。山本通から再度公園付近までが再度ドライブウェイ、再度公園から兵庫県道16号明石神戸宝塚線（西六甲ドライブウェイ）との交点である五辻交差点までが奥再度ドライブウェイに分けられる。管理は神戸市建設局道路部で、1935年（昭和10年）に開通。開通当初は奥再度有料道路という有料道路であったが、1974年（昭和49年）に無料化された。
道沿いには諏訪山公園とヴィーナスブリッジ・錨山（碇山）・市章山・堂徳山・大龍寺・再度山・再度公園・神戸市立外国人墓地等がある。また、登山道の入り口もあり、ヴィーナスブリッジや碇山付近には駐車スペースも設けられている。
全線にわたり対面通行で、北行き・南行きの車線が1車線ずつあり、追い越しは禁止されている。見通しが悪く、道幅も狭い上、激しいアップダウンや急カーブが連続し、路線バス（後述）も走っているので、走行には非常に注意を要する。一定量以上の降雨の際には、落石、がけ崩れ等のおそれのため、全線通行止めになる。

## 違法行為
かつては深夜帯に、車両により暴走行為を繰り返す、いわゆる走り屋が道路を占拠している状態となっていた事もあり、これら違法行為を防止するため、2000年頃から午後11時から翌朝5時までは、マイカーは通行禁止になっている。また、二輪車および原動機付自転車は種別に関わらず全線通行禁止である。
2020年現在も違法改造車による暴走は続いており、節目節目に兵庫県警察交通捜査課と国土交通省神戸運輸管理部などが摘発を行っている。

## 公共交通機関
再度山ドライブウェイを通る公共交通機関に、神戸市交通局の運行する神戸市営バス25系統があり、春から秋にかけての土曜・日曜・祝日に、三宮駅前から森林植物園前まで運行されている。ドライブウェイ上には「ビーナスブリッジ」「二本松」「大竜寺」「再度公園」「学習の森前」「森林植物園西口」「五辻」の7つの停留所が設置されている。

## 外部サイト
- 神戸市道神戸箕谷線（日本二輪車普及安全協会）